# La Gouvernante diabolique
Pour plus de détails, voir Fiche technique et Distribution.
La Gouvernante diabolique (The Night Nurse) est un téléfilm australien réalisé par Igor Auzins, diffusé pour la première fois le 5 novembre 1978 sur Seven Network.
En France, le téléfilm a été rediffusé  dans Les Accords du Diable le 22 mai 1989 sur La Cinq

## Synopsis
Une jeune femme est embauchée dans le manoir d'une diva. Elle va découvrir l'horrible passé de cette demeure et de sa propriétaire.

## Fiche technique
- Réalisation : Igor Auzins
- Pays de production :  Australie
- Genre : horreur, fantastique
- Interdit aux moins de 12 ans[Où ?]

## Distribution
- Davina Whitehouse (en) : la Diva
- Kay Taylor : Clara
- Gary Day : Rick Barrett
- Kate Fitzpatrick : Prudence Simpson
- Reg Gillam : Marsden
- Edward Howell : Morphett
- Max Meldrum : Dr Leeds